# Bộ Tư lệnh Vùng 5 Hải quân nhân dân Việt Nam
Bộ Tư lệnh Vùng 5 Hải quân trực thuộc Quân chủng Hải quân là Bộ Tư lệnh tác chiến hải quân độc lập quản lý và bảo vệ vùng biển Nam biển Đông và vịnh Thái Lan thuộc vùng biển hai tỉnh Cà Mau (biển phía Tây Nam của Cà Mau) và Kiên Giang

## Lịch sử hình thành
- Ngày 26 tháng 10 năm 1975, thành lập Vùng Duyên hải 5 thuộc Bộ Tư lệnh Hải quân.
- Năm 1978, Vùng Duyên hải 5 đổi tên thành Bộ Chỉ huy Vùng 5 Hải quân  thuộc Quân chủng Hải quân
- Ngày 14 tháng 1 năm 2011, nâng cấp Bộ Chỉ huy Vùng 5 Hải quân thành Bộ Tư lệnh Vùng 5 Hải quân

## Lãnh đạo hiện nay
- Tư lệnh: Chuẩn đô đốc Trịnh Xuân Tùng (nguyên Phó Tư lệnh - Tham mưu trưởng Vùng 3 Hải quân, nguyên Phó Tư lệnh-Tham mưu trưởng Vùng 5 Hải quân)
- Chính ủy: Đại tá  Ngô Văn Thành (nguyên Chính ủy Cục Hậu cần - kĩ thuật Hải quân)
- Phó tư lệnh -Tham mưu trưởng: Thượng tá Mai Đăng Danh (nguyên Lữ đoàn trưởng Lữ đoàn 127).
- Phó Tư lệnh: Đại tá Lục Đức Tiên (Nguyên Lữ đoàn trưởng Lữ đoàn 127 - Vùng 5 Hải quân)
- Phó Tư lệnh: Đại tá Lương Quốc Anh (nguyên Lữ đoàn trưởng Lữ đoàn 957- Vùng 4 Hải quân)
- Phó Chính ủy: Đại tá Hoàng Quốc Hoàn (Nguyên Chủ nhiệm Chính trị Bộ tham mưu Hải quân)

## Tổ chức
- Phòng Tham mưu: TMT - Thượng tá Mai Đăng Danh. Phòng Tham mưu gồm các ban: Ban Tác chiến, Ban Thông tin, Ban Cơ yếu, Ban Quân lực, Ban Quân huấn, Ban Hàng hải, Ban Radar, Ban Trinh sát, Ban Pháo binh, Tăng thiết giáp, Ban Hành chính,... và Đại đội 20 Thông tin, Đại đội 21 Vệ binh vùng. Trực tiếp phụ trách và chỉ đạo các hoạt động tham mưu tác chiến, quân sự quốc phòng, đối ngoại quốc phòng,... cho Bộ tư lệnh vùng.
- Phòng Chính trị: Chủ nhiệm chính trị: Đại tá Võ Hùng Lâm, Phó Chủ nhiệm chính trị: Đại tá Nguyễn Đức Cầu, Đại tá Trịnh Văn Lâm. Phòng Chính trị phụ trách các ban: Ban Tuyên huấn, Ban Chính sách, Ban Đối ngoại, Ban Dân vận,....trực tiếp phụ trách và chỉ đạo hoạt động tổ chức Đoàn thanh niên, Hội phụ nữ vùng, Nhà văn hoá Vùng 5, Thư viện vùng 5,....cùng các hoạt động công tác Đảng, công tác chính trị trong toàn vùng.
- Phòng Hậu cần - Kỹ thuật: Phụ trách chỉ đạo các hoạt động hậu cần, cung cấp và các hoạt động bảo đảm kĩ thuật trong toàn vùng. Gồm các ban: Ban Quân y, Ban Quân nhu, Ban Xăng dầu, Ban Doanh trại, Ban Tài chính, Ban Tàu thuyền, Ban Tiêu chuẩn - Đo lường - Chất lượng, Ban Đảm bảo hàng hải, Ban Quân khí, Ban Xe - máy,....phụ trách và chỉ đạo hoạt động của Bệnh xá Quân dân y 78, xưởng X58 Hải quân và Trung tâm bảo đảm hậu cần - kĩ thuật vùng 5. Chủ nhiệm hậu cần - kĩ thuật vùng là Đại tá Bùi Long Giang.
- Lữ đoàn Tàu tên lửa 127: Được thành lập theo Quyết định số 414/QĐ-BQP ngày 27.5.1978 của BQP về việc thành lập Hải đoàn 127 hải quân. Tới ngày 12.2.1979, tiếp tục được nâng cấp thành Lữ đoàn 127 thuộc Vùng 5 Duyên Hải. Chỉ huy Lữ đoàn hiện tại: Lữ đoàn trưởng: Đại tá Phạm Lương Hào, Chính ủy Lữ đoàn: Thượng tá Nguyễn Lương Khuyên, Phó Lữ đoàn trưởng TMT: Trung tá Phùng Đức Huy, Phó Chính ủy: Thượng tá Nguyễn Văn Chiến. Là quả đấm thép của Vùng 5 hải quân, gồm các tàu vận tải, tàu tiếp tế, tàu chiến đấu thuộc biên chế Hải đội 511 và Hải đội 512. Khối cơ quan Lữ đoàn gồm Phòng Tham mưu, Phòng Chính trị, Phòng Hậu cần - Kỹ thuật.
- Lữ đoàn Tàu chiến đấu 175: Là đơn vị mới thành lập năm 2021, đóng quân tại căn cứ ở xã Hàng Vịnh, huyện Năm Căn, tỉnh Cà Mau. Gồm các Hải đội 515, 516 và khối cơ quan Lữ đoàn: Phòng Tham mưu, Phòng Chính trị, Phòng Hậu Cần - Kĩ Thuật. Chỉ huy Lữ đoàn hiện tại: Lữ đoàn Trưởng: Thượng tá Nguyễn Văn Cường, Chính ủy Lữ đoàn: Thượng tá Bùi Quang Phẩm. Phó Lữ đoàn trưởng Tham mưu trưởng: Thượng tá Bùi Đức Đồng.
- Tiểu đoàn Công binh 556.
- Tiểu đoàn Hải quân đánh bộ 563: Đơn vị chủ lực của vùng 5 hải quân. Làm nhiệm vụ cơ động lực lượng, đảm bảo chiến đấu. Gồm các đại đội: 25, 26, 27. Đây là đơn vị AHLLVTND của Vùng.
- Trung đoàn Radar 551: gồm khối cơ quan  Trung đoàn: Phòng tham mưu, Phòng Chính trị, Phòng Hậu cần - Kĩ thuật và các trạm ra đa 620 (Gành Dầu), 600 (Nam Du), 625 (Hòn Đốc), 615 (Hòn Chuối), 610 (Thổ Chu), 595 (Hòn Khoai), 605 (Phú Quốc). Chỉ huy Trung đoàn: Trung đoàn trưởng: Thượng tá Nguyễn Việt Hải. Phó Trung đoàn trưởng: Thượng tá Thái Minh Thành, Trung tá Đinh  Văn Phong. Chính ủy Trung đoàn: Thượng tá Đặng Trọng Sơn.
- Tiểu đoàn Bộ binh 565, gồm đại đội 35, 36, 37.
- Tiểu đoàn Pháo phòng không 553.

## Tư lệnh - Chỉ huy trưởng Vùng qua các thời kỳ
- 1975-1977: Thượng tá Nguyễn Thế Trinh, Tư lệnh
- 1977-1981: Đại tá Nguyễn Dưỡng, Tư lệnh
- 1981-1984: Đại tá Bùi Lê Tuấn, Tư lệnh
- 1984-1988: Đại tá Nguyễn Huy Lý, Chỉ huy trưởng Vùng
- 1988-1991: Đại tá Trịnh Khắc Thuyết, Chỉ huy trưởng Vùng
- 1991-2001: Đại tá Phạm Xuân Nựu, Chỉ huy trưởng Vùng
- 2001-2002: Đại tá Hoàng Thế Sự, Chỉ huy trưởng Vùng
- 2002-2016: Chuẩn Đô đốc Doãn Văn Sở, Chỉ huy trưởng Vùng (2002-2012), Tư lệnh Vùng (2012-2016)
- 2016-2018: Đại tá Phạm Mạnh Hùng, Tư lệnh Vùng
- 2018- 5.2024, Chuẩn Đô đốc Nguyễn Duy Tỷ, Tư lệnh Vùng
- 5/2024 - nay, Chuẩn đô đốc Trịnh Xuân Tùng, Tư lệnh Vùng

## Chính ủy - Phó chỉ huy trưởng chính trị qua các thời kỳ
- 1975-1981: Đại tá Nguyễn Văn Lắm, Chính ủy
- 1981-1985: Đại tá Phạm Xuân Trường, Phó chỉ huy trưởng chính trị
- 1985-1987: Đại tá Trần Khoái, Phó chỉ huy trưởng chính trị
- 1987-1988: Đại tá Phạm Reng, Phó chỉ huy trưởng chính trị
- 1988-1991: Đại tá Nguyễn Huy Thăng, Phó chỉ huy trưởng chính trị
- 1991-1997: Đại tá Đỗ Xuân Thành, Phó chỉ huy trưởng chính trị
- 1997-2005: Đại tá Nguyễn Xuân Hợi, Phó chỉ huy trưởng chính trị
- 2005-2014, Chuẩn đô đốc Ngô Văn Phát,   Phó chỉ huy trưởng chính trị (2005-2008), Chính ủy Vùng (2008-2014)
- 2014-2017: Đại tá Đoàn Văn Chiều, Chính ủy Vùng
- 2017- 2019: Chuẩn đô đốc Ngô Văn Thuân, Chính ủy Vùng
- 2019 - 7.2023, Chuẩn đô đốc Nguyễn Đăng Tiến, Chính uỷ Vùng.
- 7.2023 - 2.2025, Chuẩn đô đốc Nguyễn Hữu Thoan, Chính ủy Vùng.
- 2.2025 - nay, Đại tá Ngô Văn Thành, Chính ủy Vùng.